# Marca da Toscana
```
   |-
       |
Erro:
:  
valor não especificado para "
nome_comum
"

   |-
       | 
Erro:
:  
valor não especificado para "
continente
"
```

A Marca da Toscana (em italiano: Marca di Tuscia), também conhecido como Margraviato da Toscana, foi uma marca do Reino Itálico e do Sacro Império Romano Germânico durante a Idade Média. Localizada no noroeste da Itália central (atual Toscana), fazia fronteira com os Estados Papais ao sul, o mar da Ligúria a oeste e a Lombardia ao norte. Compreendia um conjunto de condados, principalmente no vale do rio Arno, originalmente centrado em Luca.

## História
A marca foi uma criação carolíngia, sendo sucessor do ducado lombardo de Túscia. Após a queda do Império Romano Ocidental, Túscia era parte do Reino Italiano dos Lombardos (Lombardia Maior) até que, em 754, os reis francos intervieram no conflito, ao lado do Papa Estêvão II. Com a doação de Pepino, a parte sul de Túscia, ao redor de Viterbo, tornou-se parte dos recém-estabelecidos Estados Papais, enquanto na parte norte surgiu a Marca da Toscana após a conquista carolíngia do Reino Lombardo. A Lombardia propriamente dita tornou-se o núcleo do Reino Itálico, junto com as marcas de Toscana e Verona.
O primeiro margrave da Marca foi Adalberto I, a quem foi concedido esse título em 846. Antes dele, seu pai e avô, controlaram a maioria dos condados da região e mantiveram títulos superiores, como prefeito da Córsega e duque de Luca. Os descendentes de Adalberto controlaram a marca até 931. Durante o final do século IX e início do século X, o apoio dos margraves da Toscana foi fundamental para qualquer candidato com a intenção de se tornar rei da Itália.
Em 931, Hugo da Provença, que se proclamou rei da Itália, desapropriou a família Bonifácio na tentativa de manter todos os feudos importantes da Itália nas mãos de seus parentes. Ele concedeu a Toscana a seu irmão Bosão. A marca permaneceu nas mãos de membros da família de Bosão até 1001, mantendo a influência toscana nas eleições reais. Ainda em 1027, o margrave Rainier foi deposto pelo Sacro Imperador Romano Conrado II por se opor a ele.
Em 1027, o ducado foi concedido aos condes de Canossa. Bonifácio III usava o título dux et marchio: duque e margrave. Ele era um aliado dos Sacros Imperadores Romanos, mas seu poder era tão grande que ameaçou o dos reis da Itália. Ele uniu a herança de Canossa e Toscana, e a passou para sua filha Matilda. Além de suas vastas propriedades da Emília, sua maior possessão era a Toscana, mantida em posse feudal, e ela a exerceu em benefício do papado na controvérsia da investidura. Quando Matilda morreu, em 1115, sem deixar herdeiros diretos, a família Canossa colapsou e foi extinta parcialmente. Seu vasto território foi disperso: alguns castelos permaneceram nas mãos dos senhores locais, outros ainda foram esquecidos no vácuo de poder ou simplesmente incorporados aos territórios papais. 